# Fond du Lac
Fond du Lac város az USA Wisconsin államában. Lakosainak száma 44 678 fő (2020. április 1.).

## Népesség
A település népességének változása:

| 2010 | 43 021 |
| 2020 | 44 678 |